# Grand Prix automobile des Pays-Bas 1971
Résultats du Grand Prix des Pays-Bas de Formule 1 1971 qui a eu lieu sur le circuit de Zandvoort le 20 juin 1971.

## Classement
| Pos  | N° | Pilote               | Écurie                | Tours | Temps/Abandon      | Grille | Points |
| ---- | -- | -------------------- | --------------------- | ----- | ------------------ | ------ | ------ |
| 1    | 2  | Jacky Ickx           | Ferrari               | 70    | 1 h 56 min 20 s 09 | 1      | 9      |
| 2    | 8  | Pedro Rodriguez      | BRM                   | 70    | + 7 s 99           | 2      | 6      |
| 3    | 3  | Clay Regazzoni       | Ferrari               | 69    | + 1 tour           | 4      | 4      |
| 4    | 16 | Ronnie Peterson      | March-Ford            | 68    | + 2 tours          | 13     | 3      |
| 5    | 23 | John Surtees         | Surtees-Ford          | 68    | + 2 tours          | 7      | 2      |
| 6    | 9  | Jo Siffert           | BRM                   | 68    | + 2 tours          | 8      | 1      |
| 7    | 10 | Howden Ganley        | BRM                   | 66    | + 4 tours          | 9      |        |
| 8    | 30 | Gijs Van Lennep      | Surtees-Ford          | 65    | + 5 tours          | 21     |        |
| 9    | 21 | Jean-Pierre Beltoise | Matra                 | 65    | + 5 tours          | 11     |        |
| 10   | 24 | Graham Hill          | Brabham-Ford          | 65    | + 5 tours          | 16     |        |
| 11   | 5  | Jackie Stewart       | Tyrrell-Ford          | 65    | + 5 tours          | 3      |        |
| 12   | 26 | Denny Hulme          | McLaren-Ford          | 63    | + 7 tours          | 14     |        |
| Nc.  | 31 | Henri Pescarolo      | March-Ford            | 62    | Non classé         | 15     |        |
| Nc.  | 22 | Skip Barber          | March-Ford            | 60    | Non classé         | 24     |        |
| Nc.  | 28 | Peter Gethin         | McLaren-Ford          | 60    | Non classé         | 23     |        |
| Abd. | 19 | Alex Soler-Roig      | March-Ford            | 57    | Moteur             | 17     |        |
| Abd. | 25 | Tim Schenken         | Brabham-Ford          | 39    | Suspension         | 19     |        |
| Abd. | 6  | François Cevert      | Tyrrell-Ford          | 29    | Accident           | 12     |        |
| Dsq. | 29 | Rolf Stommelen       | Surtees-Ford          | 19    | Disqualifié        | 18     |        |
| Dsq. | 14 | Reine Wisell         | Lotus-Ford            | 17    | Disqualifié        | 4      |        |
| Abd. | 4  | Mario Andretti       | Ferrari               | 5     | Pompe à essence    | 16     |        |
| Abd. | 15 | David Walker         | Lotus-Pratt & Whitney | 5     | Accident           | 22     |        |
| Abd. | 20 | Chris Amon           | Matra                 | 2     | Sortie de piste    | 5      |        |

Légende :
- Abd.=Abandon

## Pole position et record du tour
- Pole position : Jacky Ickx en 1 min 17 s 42 (vitesse moyenne : 194,973 km/h).
- Tour le plus rapide : Jacky Ickx en 1 min 34 s 95 au 49e tour (vitesse moyenne : 158,976 km/h).

## Tours en tête
- Jacky Ickx : 48 (1-8 / 30 / 32-70)
- Pedro Rodriguez : 22 (9-29 / 31)

## À noter
- 7e victoire pour Jacky Ickx.
- 48e victoire pour Ferrari en tant que constructeur.
- 48e victoire pour Ferrari en tant que motoriste.
- Rolf Stommelen et Reine Wisell sont disqualifiés, le premier pour aide extérieure, le second pour avoir conduit à contre-sens.